# Mi mejor amigo
Mi mejor amigo è un film del 2018 diretto da Martín Deus.

## Trama
Lorenzo, un adolescente che vive in Patagonia, ospita a casa sua Caíto, il figlio di un amico di famiglia che sta passando un momento di vita difficile e non può prendersi cura di lui. Caíto è un giovane problematico che ha difficoltà di adattamento. Nonostante le differenze, i due ragazzi instaurano una singolare amicizia in cui l'uno impara molto dall'altro. Un giorno Caíto gli racconta il reale motivo per il quale ha dovuto lasciare la famiglia. Da quel giorno, Lorenzo si trova a dover mantenere un segreto molto grande.

## Distribuzione
Il film è stato presentato all'Amsterdam LGBTQ Filmfestival, OUTshine Film Festival, 33 Lovers Film Festival, Puerto Rico Queer Film Fest, Cine Las Américas International Film Festival, Cannes Écrans Juniors 2018, Frameline 42, OutFilm, 31st Connecticut LGBT Film Festival, Festival internazionale del cinema di San Sebastián.
È uscito nelle sale cinematografiche argentine l'8 novembre 2018.

## Riconoscimenti
- 2018 - Cannes Cinéphiles
  - Cannes Écran Junior - Grand Prix
- 2018 - Havana Film Festival
  - Sara Gómez Award ex aequo con Miriam Miente
- 2018 - El Lugar Sin Límites
  - Premio della giuria al miglior lungometraggio di finzione
- 2018 - OUT at the Movies Int'l LGBT Film Fest
  - Miglior film di finzione
  - Miglior attore protagonista
  - Miglior attrice non protagonista
  - Miglior sceneggiatura